# Buchenbach
Buchenbach ist eine Gemeinde im Südschwarzwald im Landkreis Breisgau-Hochschwarzwald (Baden-Württemberg, Deutschland). Sie besteht aus den Ortsteilen Buchenbach, Falkensteig, Unteribental und Wagensteig. Am 1. Dezember 1971 hatten sich zunächst Buchenbach und Falkensteig zur neuen Gemeinde Buchenbach zusammengeschlossen, in die am 1. August 1973 Wagensteig und am 1. Januar 1975 Unteribental eingemeindet wurden. Außerdem wurde bei der Eingemeindung von Burg zu Kirchzarten 1974 der östlich der Höllentalbahn gelegene Teil des bis dahin zu Burg gehörigen Weilers Himmelreich nach Buchenbach eingemeindet.

## Geographie

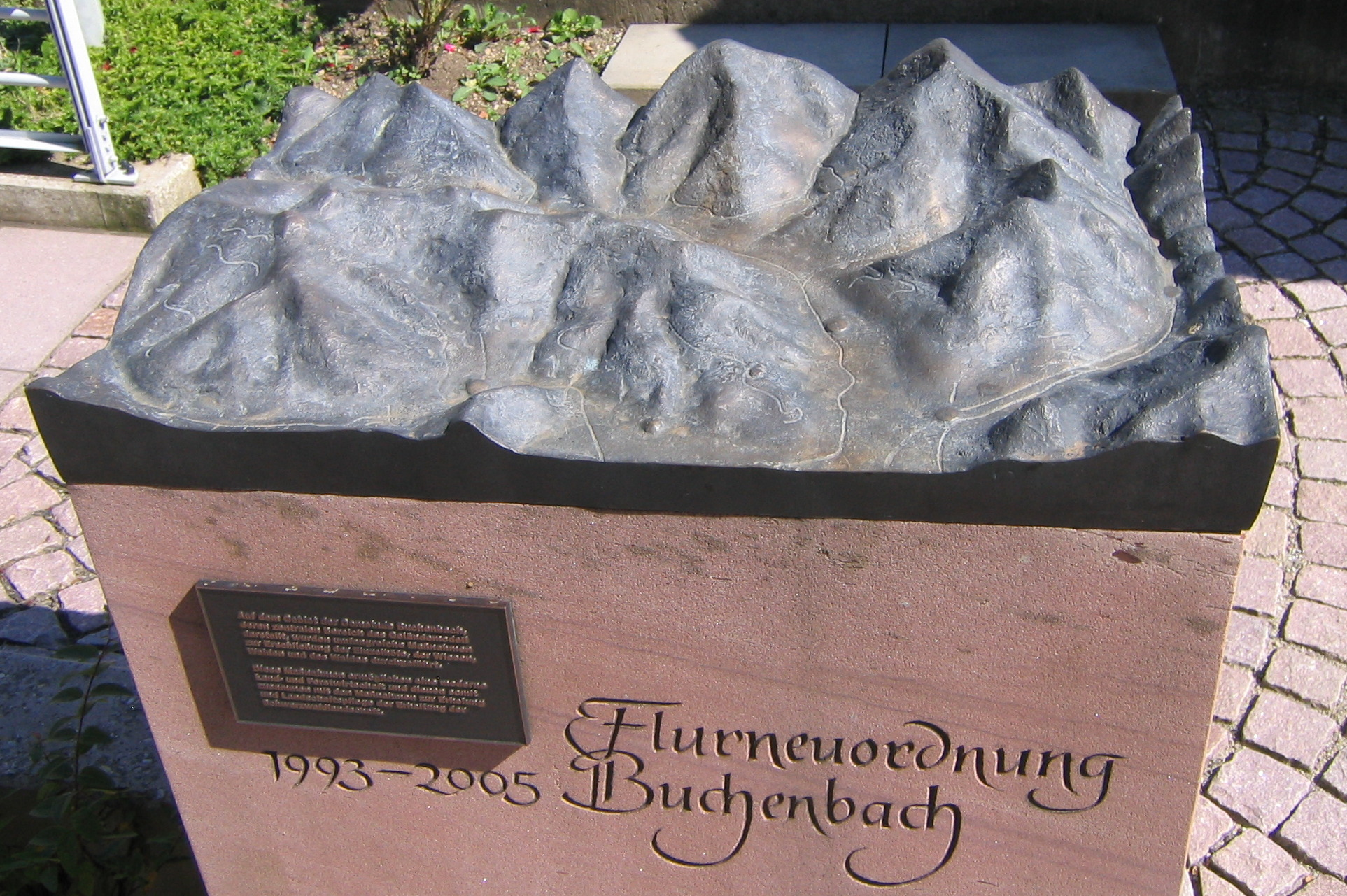
Geländemodell des zentralen Bereichs von Buchenbach

### Lage
Die Gemeinde befindet sich im Naturpark Südschwarzwald etwa zwölf Kilometer (Luftlinie) östlich von Freiburg im Breisgau. Dort breitet sie sich am unteren Ende des Höllentals, das vom Rotbach durchflossen wird, im Tal des Wagensteigbachs und im Unteribental bis auf die St. Märgener Hochfläche und mit dem Lindenberg bis auf die Höhe von St. Peter aus. Etwas westlich von Buchenbach vereinigen sich die beiden Gebirgsbäche zur Dreisam, so dass Buchenbach am oberen Anfang des Dreisamtals liegt.
Das Gemeindegebiet liegt zwischen 420 m am Ortsausgang Unteribental und 1156 m am Roteck.

### Gemeindegliederung
Zu Buchenbach mit den bis in die 1970er Jahre selbstständigen Gemeinden Falkensteig, Unteribental und Wagensteig gehören 64 Dörfer, Weiler, Zinken, Höfe und Häuser.
Zur Gemeinde Buchenbach in den Grenzen von 1970 gehören die Dörfer Buchenbach, Oberdorf und Unterdorf, der Weiler Kolonie Wiesneck, die Zinken Blechschmiede, Diezendobel, Falkensteig (teilweise auch zum Gemeindeteil Falkensteig), Himmelreich und Pfaffendobel, das Gehöft Meierhäuslehof und der Wohnplatz Wiesneck.
Zur ehemaligen Gemeinde Falkensteig gehören das Gehöft Falkensteig (teilweise auch zum Gemeindeteil Buchenbach), die Zinken Engenbach und Schulterdobel, mehrere Einzelhöfe und die Wohnplätze Höfener Hütte und Webersberg.
Zur ehemaligen Gemeinde Unteribental gehören das Dorf Unteribental und die Zinken Lindenberg und Weberdobel. Zur ehemaligen Gemeinde Wagensteig gehören der Zinken Spirzendobel sowie zahlreiche Einzelhöfe und -häuser und Wohnplätze.
Im Gemeindeteil Falkensteig liegen die abgegangenen Ortschaften Bubenstein/Neu-Falkenstein und die abgegangene ehemalige Wallfahrtskapelle Schwarzeck.
Ein Teil des Gemeindegebiets ist eine funktionale Exklave, denn der Bereich des Gewanns Barthelshäusle ist fast vollständig von der Gemarkung St. Märgens umgeben und berührt die restliche Gemarkung von Buchenbach lediglich an einem Punkt.
Siehe auch: Liste der Orte im Landkreis Breisgau-Hochschwarzwald

### Nachbargemeinden
Buchenbach grenzt an die Gemeinden (von Norden im Uhrzeigersinn) St. Peter, St. Märgen, Breitnau, Oberried, Kirchzarten und Stegen.

## Geschichte

### Buchenbach mit Wiesneck

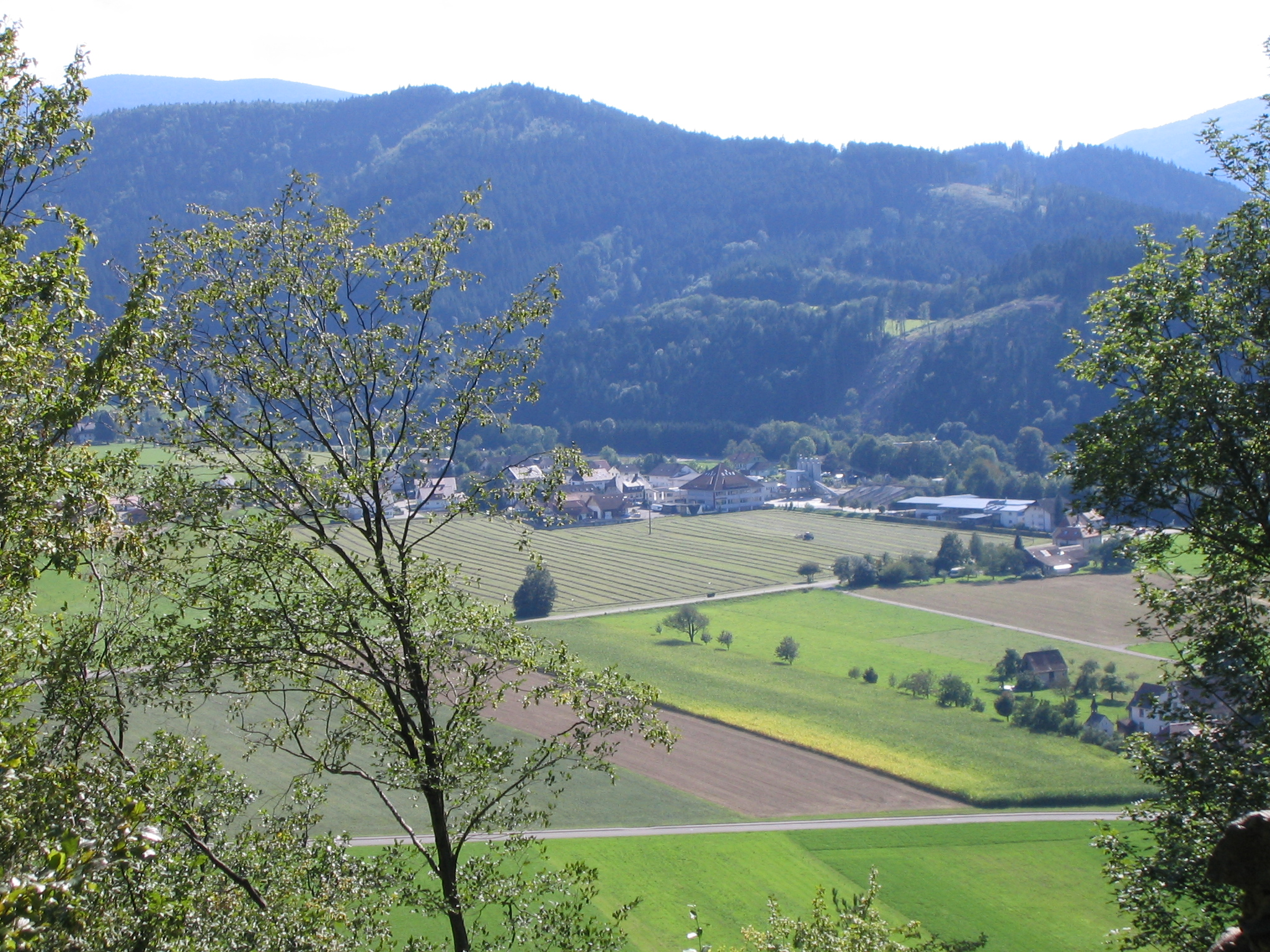
Blick von der Ruine der Burg Wiesneck nach Himmelreich

Das im unteren Wagensteigtal gelegene Buchenbach setzt sich aus mehreren weilerartigen Siedlungsteilen und einer Reihe von Einzelhöfen zusammen, darunter den Ortsteilen Ober- und Unterbuchenbach und dem bis 1837 selbständigen Wiesneck.
Wiesneck ist der älteste Teil von Buchenbach. Die dort gelegene Burg Wiesneck wurde erstmals 1079 urkundlich erwähnt und gehörte den Grafen von Haigerloch-Wiesneck. Um die Burg, die 1121 von den konkurrierenden Zähringern und 1646 von den Franzosen im Dreißigjährigen Krieg zerstört wurde, entwickelte sich ein kleiner Ort, der 1837 nach Buchenbach eingemeindet wurde. Nachdem der Ort staatsrechtlich an Baden gefallen war, verkaufte Wilhelm Freiherr von Sickingen auch die privaten Rechte am Ort an den badischen Staat. Die Siedlung wird heute nicht mehr als eigenständiger Ortsteil geführt, sondern zählt zum Hauptort Buchenbach.
Das Dorf Buchenbach selbst, das 1350 erstmals erwähnt wurde, war ebenfalls österreichisches Lehen in der Hand verschiedener Familien, wobei seit 1653 die Freiherren von Sickingen den bedeutendsten Anteil der Grundherrschaft besaßen. Nach der Zugehörigkeit zu Baden 1803 verkaufte Freiherr Wilhelm von Sickingen das Lehen Wiesneck an den badischen Staat, in Buchenbach bestand weiterhin ein grundherrliches Amt. Die Aufteilung der verschiedenen Höfe von Ober- und Unterbuchenbach auf verschiedene Grundherren brachte mancherlei Schwierigkeiten und Auseinandersetzungen mit sich, die noch im 19. Jahrhundert, nach Auflösung von Wiesneck, mehrmals die Umorganisation des Gemeindegebiets nach sich zogen. Heute gehört die Gemeinde mit ihren eingemeindeten Ortsteilen zum Bundesland Baden-Württemberg.

### Eingemeindungen
- 1837: Wiesneck
- 1. Dezember 1971: Falkensteig[3]
- 1. August 1973: Wagensteig[4]
- 1. Januar 1975: Unteribental[5]
- 1. Januar 1977: Himmelreich östlich der Höllentalbahn[6] (bis zum 30. Juni 1974 ein Teil von Burg, danach von Kirchzarten)

### Ortsteile

#### Falkensteig

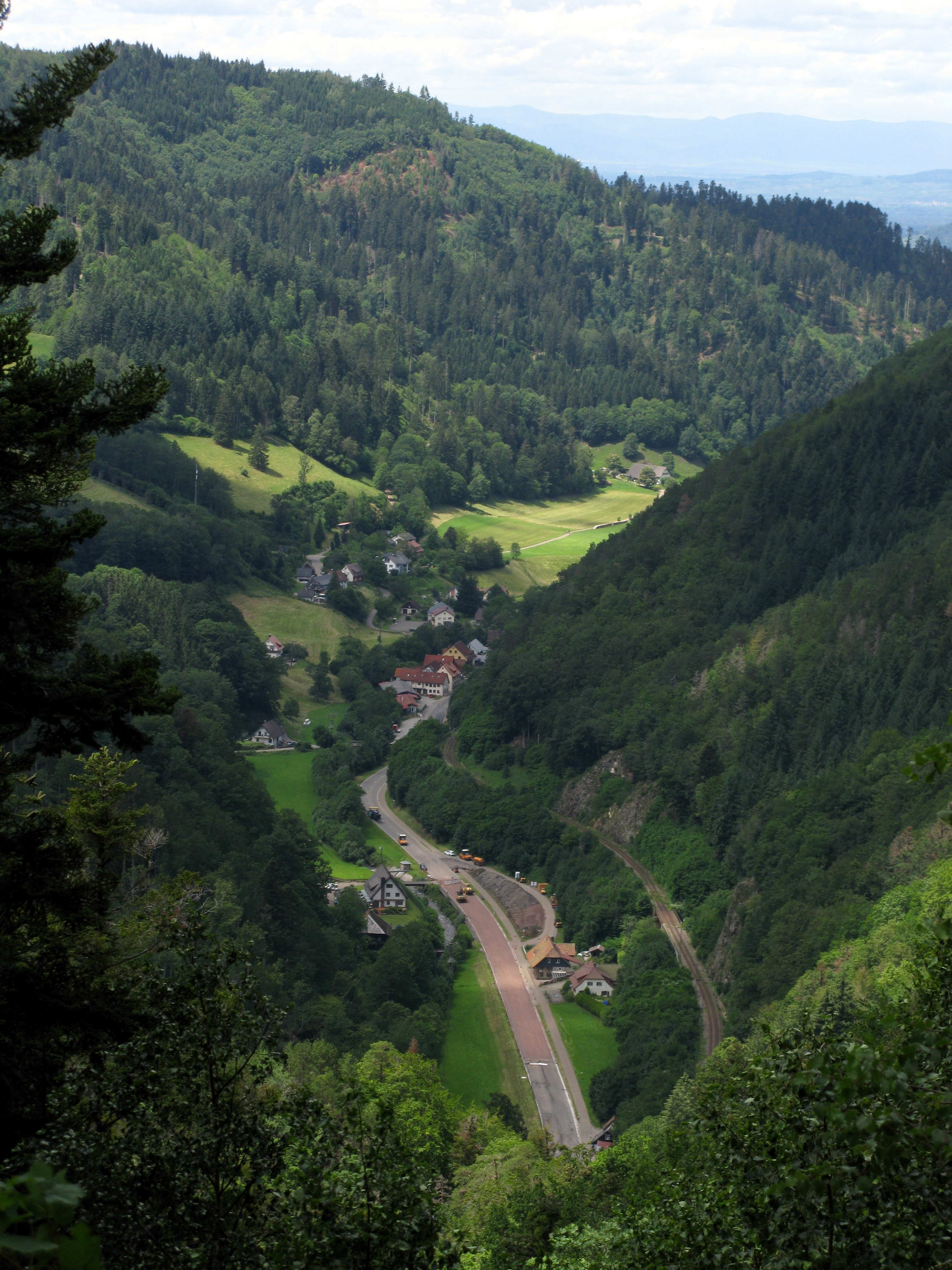
Blick auf Falkensteig im Höllental

Anfang des 12. Jahrhunderts erbauten die Herren von Falkenstein die namensgebende Burg Falkenstein, die 1388 von Bürgern der Stadt Freiburg im Breisgau zerstört wurde. Im 17. Jahrhundert ging das Gebiet in den Besitz der Herren von Pfirt über und kam später zum Großherzogtum Baden. Ein Versuch der Vereinigung mit Buchenbach scheiterte im 19. Jahrhundert.
Im 19. Jahrhundert betrieben die Gebrüder Fauler ein Eisenwerk, ehemals „Obere Blechschmiede“ genannt, das aus einem Walzwerk und einem Hammerwerk bestand, zu denen später auch eine Eisengießerei hinzu kam. Zeitweise waren bis zu 400 Arbeiter hier beschäftigt. 1872 wurde der Betrieb wegen mangelnder Rentabilität geschlossen und die meisten Gebäude später abgebrochen.
Siehe auch: Ruine Bubenstein

#### Unteribental
Unteribental wird um etwa 1120 gegründet und untersteht den Zähringern. Später wird es mit Stegen zu einer Gemeinde vereinigt. 1827 wird der Ort aber wieder selbständig. Nachdem Unteribental 1806 an Baden fällt, wird es dem Amtsbezirk Freiburg zugeordnet. Der Bestandteil „ib“ im Namen weist auf frühere Eibenbestände hin.

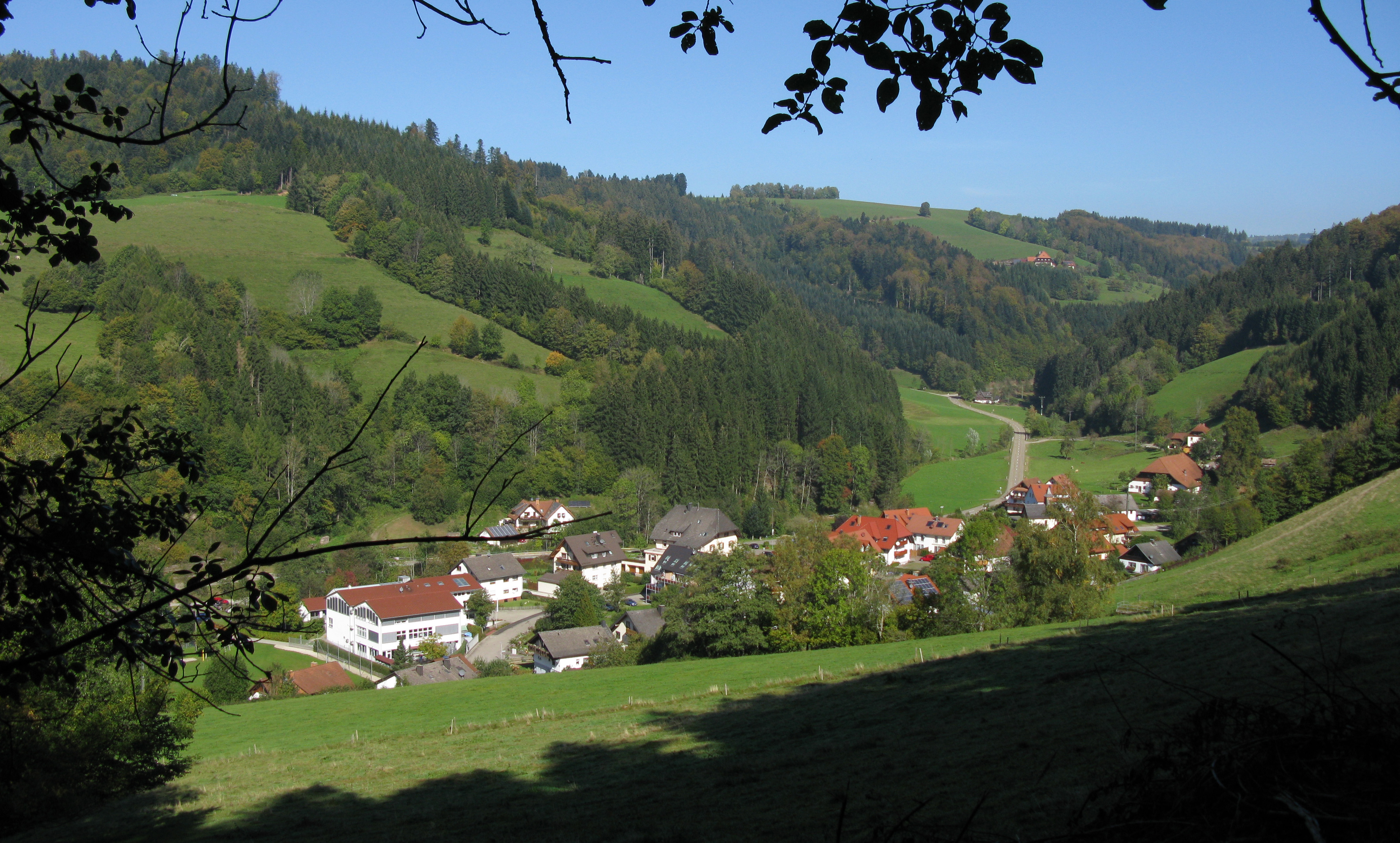
Wagensteig

#### Wagensteig
Wagensteig wird erstmals 1125 urkundlich erwähnt. Nach der Säkularisation durch den Reichsdeputationshauptschluss kommt es zu Baden und dort 1819 zum Amtsbezirk Freiburg.

## Politik

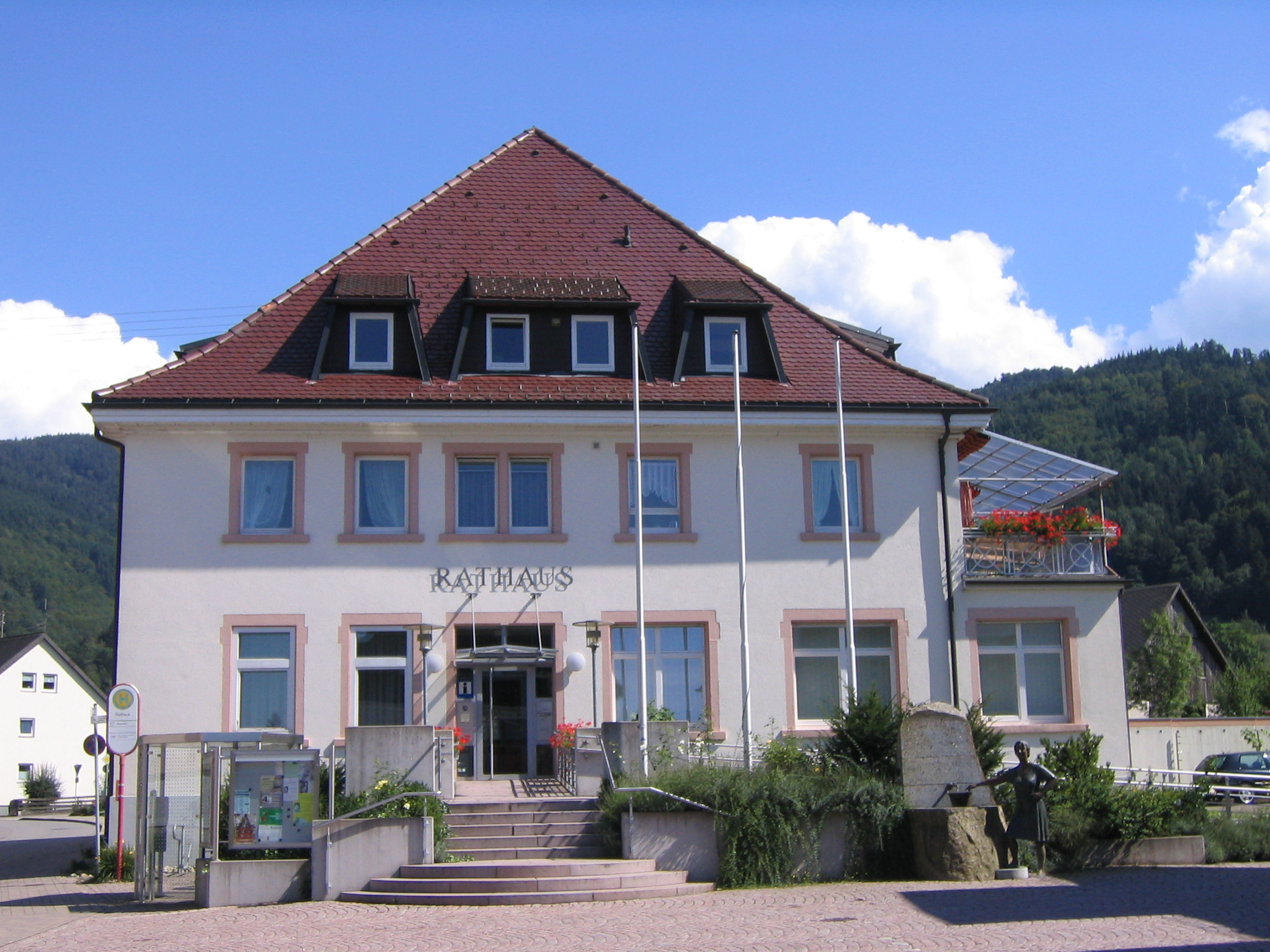
Rathaus von Buchenbach

### Gemeinderat
Die Kommunalwahl 2024 führte bei einer Wahlbeteiligung von 74,7 % (+ 3,9) zu folgendem Ergebnis:
| Partei/Liste | Stimmenanteil | G/V    | Sitze | G/V |
| CDU          | 50,7 %        | + 9,2  | 7     | + 1 |
| UWG          | 49,3 %        | + 22,6 | 7     | + 6 |

### Bürgermeister
Am 2. Februar 2020 war Bürgermeisterwahl in Buchenbach. Neben dem amtierenden Harald Reinhard waren drei weitere Kandidaten angetreten. Die Wahl konnte Ralf Kaiser mit 75,2 % der gültigen Stimmen im ersten Wahlgang für sich entscheiden, wogegen der Amtsinhaber nur auf 14,3 % der Stimmen kam und die beiden anderen Bewerber zusammen gut zehn Prozent erreichten. Die Wahlbeteiligung lag bei 74,0 %.

### Verwaltungsgemeinschaft
Buchenbach gehört mit den angrenzenden Gemeinden Kirchzarten, Oberried und Stegen zum Gemeindeverwaltungsverband Dreisamtal mit Sitz in Kirchzarten.

### Wappen
Über grünem Dreiberg gespalten; vorn in Silber (Weiß) eine grüne Buche auf dem vorderen Hügel des Dreibergs, hinten in Rot ein silberner (weißer) Wellenbalken. Flagge: Grün-Weiß (Grün-Silber)

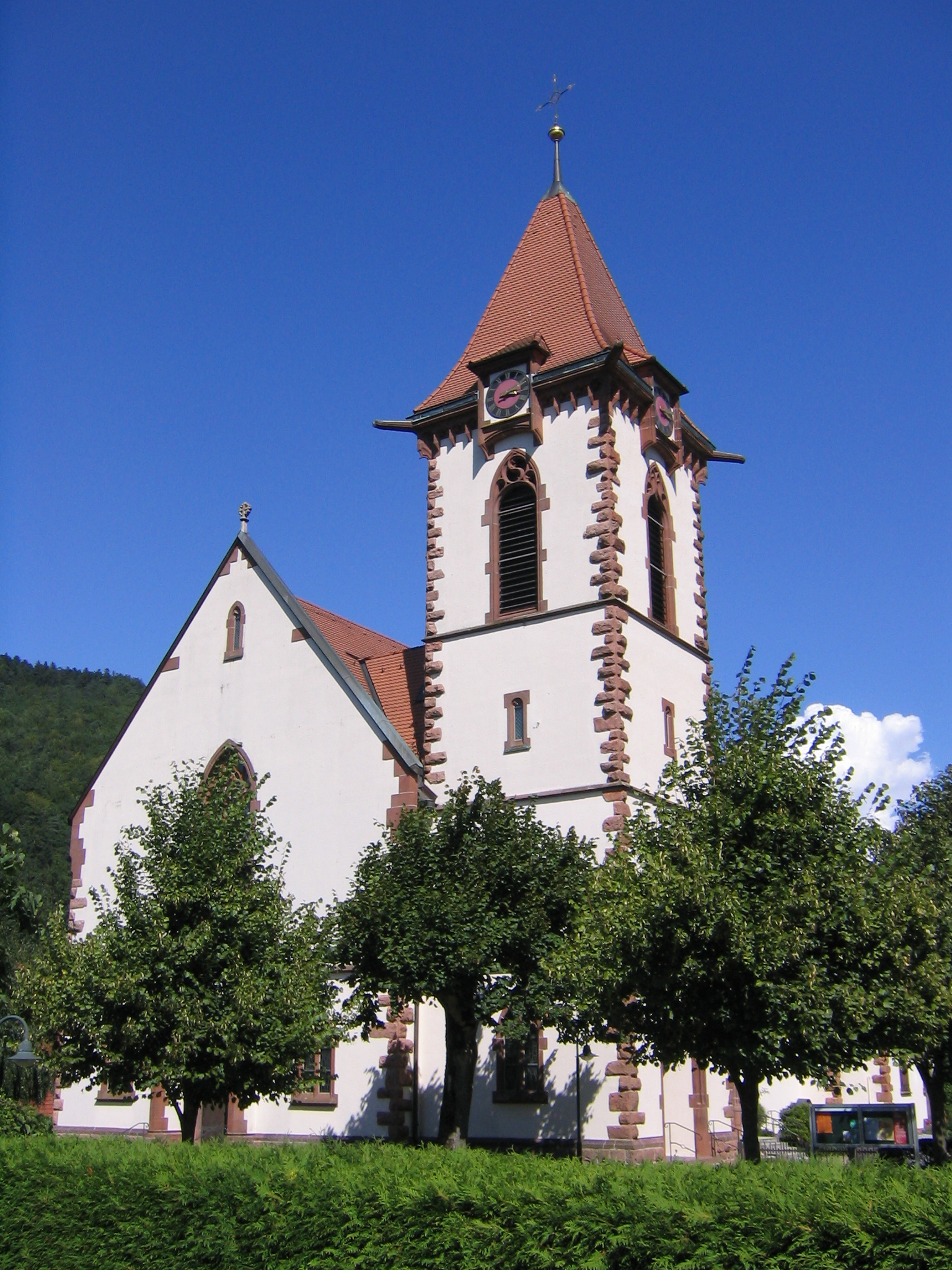
Kirche St. Blasius in Buchenbach

## Kultur und Sehenswürdigkeiten

### Kirchen
Die katholische Pfarrkirche St. Blasius, ursprünglich barock, wurde 1899 bis 1901 im neugotischen Stil erneuert. 1967/68 baute der Verleger Theophil Herder-Dorneich im Ibental die Vaterunser-Kapelle. In Falkensteig und Wagensteig befindet sich jeweils eine Nikolauskapelle.

### Museen
Der Hansmeyerhof, erbaut 1620, ist einer der ältesten Schwarzwaldhöfe im Tal und ist heute ein Museum für bäuerliche Kultur des südlichen Schwarzwalds.

## Wirtschaft und Infrastruktur

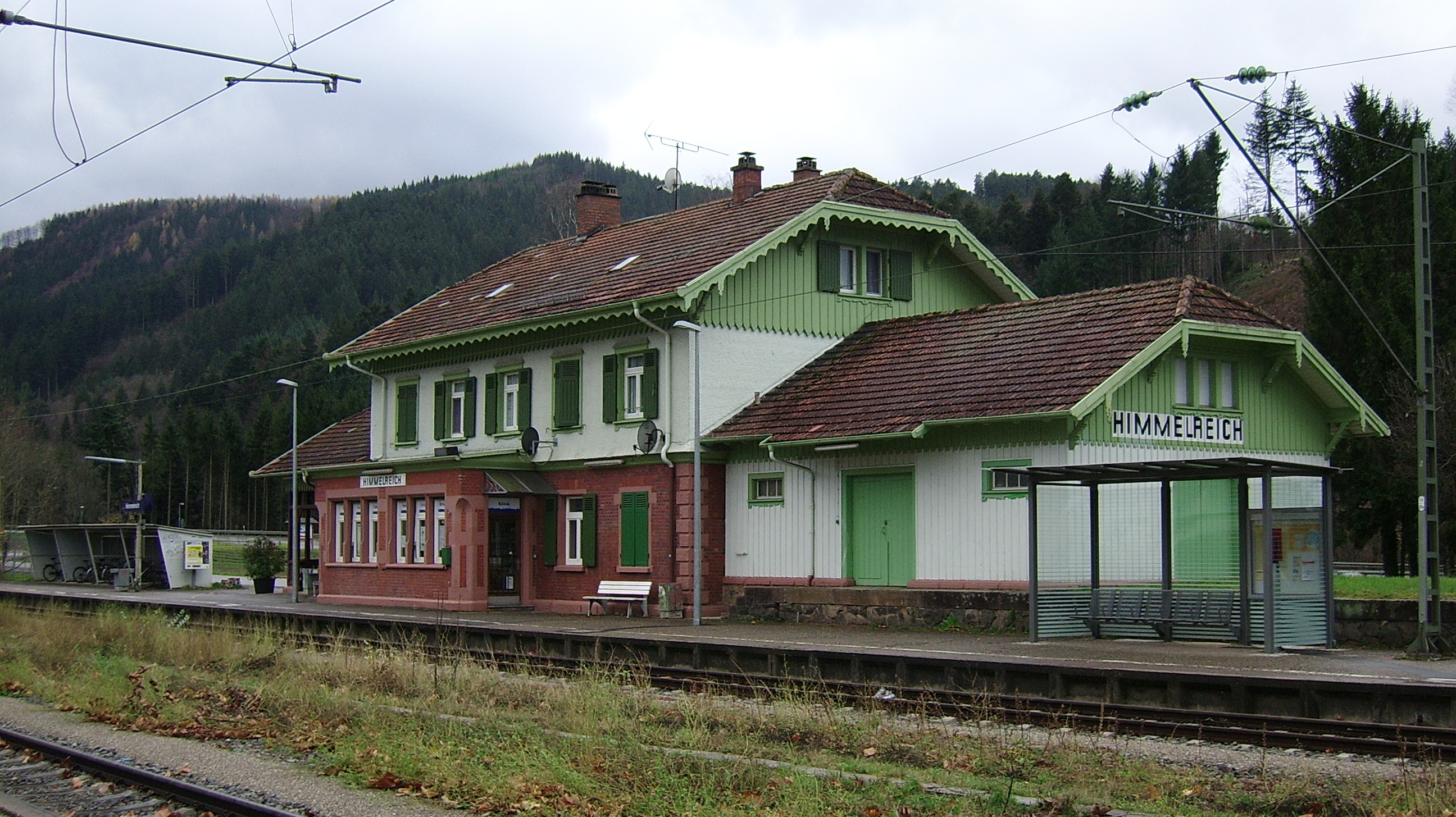
Bahnhof Himmelreich

### Verkehr
Am westlichen Ortsrand der Gemeinde auf Kirchzartener Gemarkung liegt der Bahnhof Himmelreich an der Höllentalbahn, die tagsüber im Halbstundentakt verkehrt und eine bequeme Verbindung nach Freiburg im Breisgau und auf den Hochschwarzwald (abwechselnd ab Titisee nach Neustadt im Schwarzwald oder als Dreiseenbahn nach Seebrugg am Schluchsee) bietet.
Für den Radverkehr ist Buchenbach durch die Grüne Straße über Himmelreich und Höfen mit Kirchzarten und über Falkensteig mit Hinterzarten verbunden. In Kirchzarten besteht Anschluss an den Radschnellweg nach Freiburg sowie den FR 1 und den FR 8. Der Dreisamtalradweg führt über Burg nach Stegen. Über den Schwarzwald Bike Crossing ist Buchenbach über Unteribental mit St. Peter und über den Pfaffendobel mit Breitnau verbunden. In Richtung Wagensteig verläuft ein Radweg entlang der L 128 bis zur Abzweigung der Kreisstraße durch das Spirzental. Von Wagensteig aus verläuft ein Radweg zum Thurner.
Im Westen von Buchenbach und durch den Ortsteil Falkensteig verläuft auch die Bundesstraße 31 (Breisach–Lindau), die wichtigste Verbindung nach Freiburg im Breisgau und in den Hochschwarzwald und zum Bodensee. Unmittelbar am Ortsrand zweigt die Landesstraße L 128 ab, die durch das Wagensteigtal über St. Märgen zum Thurner führt. Zwischen den Ortsteilen Buchenbach und Wagensteig zweigt mit der Kreisstraße 4907 durch das Spirzental eine direkte Straßenverbindung zum Thurner ab.

### Ansässige Unternehmen
Größere Arbeitgeber sind
- die Dold Holzwerke GmbH, ein Sägewerk und Produzent von Möbel- und Baumarktplatten mit angeschlossener Holzpellet-Fabrikation, das etwa 200 Mitarbeiter beschäftigt;
- die Firma Siko GmbH, ein Unternehmen für Messtechnik, das etwa 160 Mitarbeiter beschäftigt (2008)[13]
- die Wandres GmbH, Entwicklung und Produktion innovativer bürst- und lufttechnischer Reinigungssysteme
- die Fa. Widmann Gebäudereinigungs- und Gebäudedienstleistungs GmbH

### Bildung
In Buchenbach gibt es eine Grundschule, die den Namen Sommerbergschule trägt. Sie wurde im Schuljahr 2015/16 von 105 Schülerinnen und Schülern besucht, die in sieben Klassen unterrichtet wurden (drei Klassen 1/2, Klasse 3 und 4 jeweils zweizügig). Im Schulgebäude ist auch eine Außenstelle der Werkrealschule Dreisamtal untergebracht. Schülerinnen und Schüler der Klassen 5 bis 7 aus Buchenbach und Oberried werden hier unterrichtet.
Im Ortsteil Wiesneck befindet sich seit 1958 die Bildungs- und Begegnungsstätte Studienhaus Wiesneck mit dem Institut für politische Bildung Baden-Württemberg e. V. (ehemals Ost-West-Institut, gegründet auf Initiative von Arnold Bergstraesser.)

### Klinik
Im Ortsteil Wiesneck befindet sich mit der Friedrich-Husemann-Klinik eine anthroposophisch orientierte Klinik für Psychiatrie und Psychotherapie.

## Persönlichkeiten

### Ehrenbürger
- Leo Dold (seit 2. Januar 1993)
- Erwin Dold, Unternehmer (seit 7. November 2002), in Buchenbach geboren und ehemaliger Geschäftsführer der Holzwerke Dold GmbH
- Theophil Herder-Dorneich, ehemaliger Leiter des Herder-Verlags
- Josef Eckmann (seit 7. Mai 1997), Ortsvorsteher und Bürgermeister des früher selbständigen Ortsteils Unteribental
- Hans Matthis (seit 2. Januar 1993), ehemaliger Bürgermeister der Gemeinde Buchenbach
- Oskar Saier, emeritierter Erzbischof von Freiburg, geboren im heutigen Ortsteil Wagensteig
- Günther Wandres (seit 2. November 2002), Unternehmer und ehemaliger Geschäftsführer des Unternehmens SIKO GmbH
- Geistlicher Rat Pfarrer Ansgar Kleinhans (seit 17. Mai 2009), Pfarrer in der Gemeinde Buchenbach seit 1985
- Wendelin Drescher (seit 10. März 2012), ehemaliger Bürgermeister der Gemeinde Buchenbach vom 14. März 1988 bis 13. März 2012
- Bernhard Kraus (seit 28. Oktober 2012); Wallfahrtsgeistlicher auf dem Lindenberg
- Albert Wangler (seit 29. April 2024), ehemaliges Gemeinderatsmitglied und stellvertretender Bürgermeister

### Träger der Ehrenmedaille
- Fritz Fehrenbach (seit 23. Februar 1991)
- Oskar Hog, Heimatforscher (seit 25. Juli 1997)
- Arthur Faller (seit 11. September 2006)
- Helmut Schmälzle (seit 11. September 2006)
- Dieter Merkle (seit 11. September 2006)
- Alfons Wißler (seit 11. September 2006)
- Wolfgang Freiherr Marschall von Bieberstein, Träger des Bundesverdienstkreuzes, lebte und starb auf dem Melcherhof in Unteribental, war dort und in Buchenbach lange Jahre Gemeinderat und auch stellvertretender Bürgermeister
- Josef Schuler (seit 2. März 2008)
- Helmut Wohleb (seit 11. März 2008)
- Rosa Vollmer (seit 26. April 2009)
- Rudolf Mäder (seit 5. März 2012)
- Josef Faller (seit 9. März 2012)

### Weitere mit der Gemeinde verbundene Persönlichkeiten
- Broder Christiansen (1869–1958), Philosoph und Sprachwissenschaftler, lebte zwanzig Jahre in seiner Einsiedelei von Wiesneck, schrieb als Privatgelehrter Bücher und betrieb dort den Felsen-Verlag.
- Alfred Döblin (1878–1957), Arzt und gesellschaftskritischer Schriftsteller, wurde 1956 in der Husemann-Klinik ärztlich behandelt.
- Friedrich Husemann (1887–1959), Arzt und Psychiater, gründete in Buchenbach eine anthroposophisch orientierte Klinik für Psychiatrie und Psychotherapie.
- Uli Führe (* 1957), Komponist, Liedermacher, freier Musikpädagoge und Autor, lebt in Buchenbach.